# キールティ・スレーシュ
キールティ・スレーシュ（Keerthy Suresh、1992年10月17日 - ）は、インドのテルグ語映画、タミル語映画、マラヤーラム語映画で活動する女優。2018年に出演した『伝説の女優 サーヴィトリ』で国家映画賞 主演女優賞を受賞した。

## 生い立ち
父スレーシュ・クマールはマラヤーラム語映画のプロデューサー、母メーナカーはマラヤーラム語映画とタミル語映画で活動する女優だった。キールティは小学4年生までタミル・ナードゥ州チェンナイで教育を受け、その後はティルヴァナンタプラム・パットムのケンドリヤ・ヴィディヤラヤを経てチェンナイのパール・アカデミーに進学してファッションデザインの学位を取得した。同校在学時には4か月間スコットランドに交換留学し、2か月間ロンドンでインターンシップに参加した。彼女は女優としてのキャリアを形成する一方で、「デザイナーとしてのキャリア形成を真剣に考えていた」と語っている。

## キャリア
2000年代は子役として両親の製作する『Pilots』『Achaneyanenikkishtam』『Kuberan』などの映画やテレビシリーズに出演した。2013年にプリヤダルシャンの『Geethaanjali』で2役を演じ、女優デビューした。当時キールティは学生だったため、撮影は学期休暇を使用して行われた。彼女の演技について、Sifyは「努力はしているが、2役では限られた印象しか与えられていない」、Rediff.comは「彼女はおいしい役どころだが、彼女の演技力に感銘を受けるかは別問題です」と批評している。2014年にはラフィ・メカルティンの『Ring Master』でディリープと共演した。同作では盲目の少女を演じたが、キールティは『Geethaanjali』で2役を演じた時よりも挑戦的な役だったと語っている。同作は興行的な成功を収めた。
2015年にA・L・ヴィジャイの『Idhu Enna Maayam』でヴィクラム・プラブと共演し、タミル語映画デビューしたが、同作は興行的に失敗した。この時期にはより大きな企画に専念するため、『Maane Thaene Paeye』や『Kavalai Vendam』などの企画から離脱している。その結果、彼女はシヴァカールティケーヤン主演作『ラジニムルガン』『Remo』、ダヌシュ主演作『Thodari』に出演した 。2016年に『Nenu Sailaja』でラーム・ポティネーニと共演し、テルグ語映画デビューした。2017年に『Bairavaa』でヴィジャイと共演し、同年は『Paambhu Sattai』『Nenu Local』にも出演している。
2018年に『Agnyaathavaasi』『Thaanaa Serndha Koottam』に出演し、ナーグ・アシュウィンの『伝説の女優 サーヴィトリ』ではサヴィトリ役を演じて高い評価を得た。同年はこの他に『Saamy Square』『Sandakozhi 2』『サルカール 1票の革命』に出演している。2019年には『Manmadhudu 2』にカメオ出演している。

## フィルモグラフィー
- Pilots（2000年）

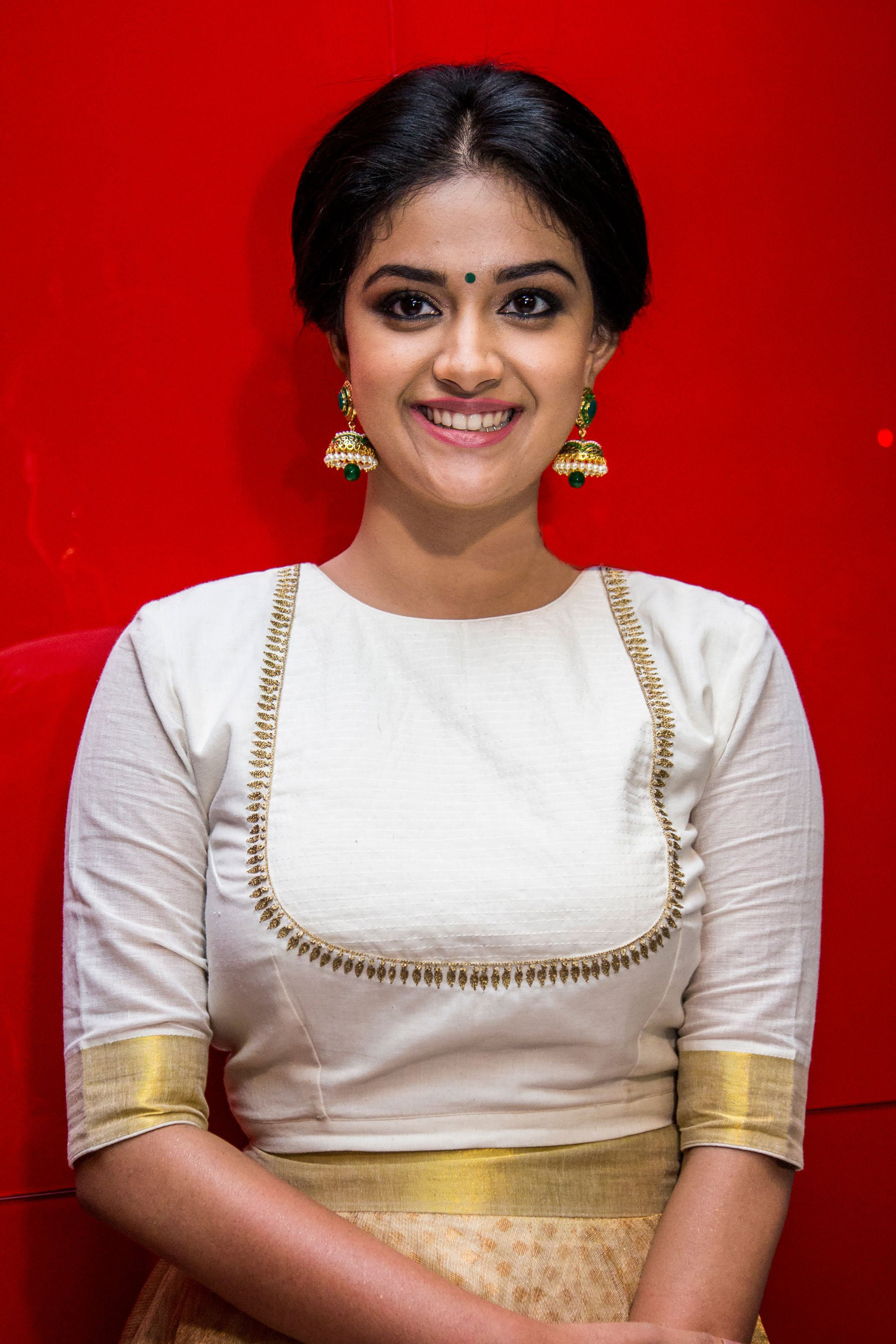
キールティ・スレーシュ（2016年）

- Achaneyanenikkishtam（2001年）
- Kuberan（2002年）
- Geethaanjali（2013年）
- Ring Master（2014年）
- Darboni（2015年）
- Idhu Enna Maayam（2015年）
- Nenu Sailaja（2016年）
- ラジニムルガン（英語版）（2016年）
- Thodari（2016年）
- Remo（2016年）
- Bairavaa（2017年）
- Paambhu Sattai（2017年）
- Nenu Local（2017年）
- Agnyaathavaasi（2018年）
- Thaanaa Serndha Koottam（2018年）
- 伝説の女優 サーヴィトリ（2018年）
- Seema Raja（2018年）
- Saamy Square（2018年）
- Sandakozhi 2（2018年）
- サルカール 1票の革命（英語版）（2018年）
- Manmadhudu 2（2019年）
- カルキ 2898-AD（2024年）